# آرایش مولکولی

نمایشی از کانفیگوراسیون مولکول های کایرال. زوج های موجود در هر ردیف، انانتیومر یکدیگر محسوب می‌شوند.

ایزومرهای فضایی که با چرخش حول پیوند به یکدیگر تبدیل نمی‌شوند. این ایزومرها به دو نوع Rو S تقسیم‌بندی می‌شوند.
این فرم‌های انانتیومری به سختی به یکدیگر تبدیل می‌شوند چرا که لازمهٔ تبدیل این دو به هم شکستن پیوند است که نیاز به انرژی زیادی دارد. در مقابل انانتیومرهای آرایش‌یافته به سادگی به واسطهٔ چرخش حول پیوندهای یگانه به یکدیگر قابل تبدیلند.